# Komunistyczna Partia Polski (1918-1938)
De Communistische Partij van Polen (Pools: Komunistyczna Partia Polski, KPP) was een communistische partij, die in de jaren 1918-1938 in Polen heeft bestaan. De partij was voortgekomen uit een fusie van de Sociaaldemocratische Partij van het Koninkrijk Polen en Litouwen (SDKPiL), waartoe onder meer Rosa Luxemburg had behoord, en de Poolse Socialistische Partij-Links (PPS-L).
In de jaren 1918-1925 heette de partij Communistische Arbeiderspartij van Polen (Komunistyczna Partia Robotnicza Polski, KPRP) en tot de leiders behoorde onder meer Feliks Dzerzjinski. De partij was lid van de Komintern en werd in 1938 tijdens de Grote Zuivering ontbonden.